# Scooby-Doo 2: Monstros à Solta
Scooby-Doo 2: Monsters Unleashed (bra/prt: Scooby-Doo 2: Monstros à Solta) é um filme estadunidense de 2004. É a segunda adaptação cinematográfica do desenho animado Scooby Doo, sendo a continuação do filme homônimo lançado em 2002.
Foi dirigido por Raja Gosnell, escrito por James Gunn e lançado pela Warner Bros. Pictures. O filme é estrelado por Freddie Prinze Jr., Sarah Michelle Gellar, Linda Cardellini, Matthew Lillard, Seth Green, Tim Blake Nelson, Peter Boyle e Alicia Silverstone, com Neil Fanning reprisando seu papel como a voz de Scooby-Doo.
Lançado nos cinemas dos Estados Unidos em 26 de março de 2004, recebeu críticas geralmente negativas e obteve um modesto sucesso comercial, arrecadando consideravelmente menos nas bilheterias do que o filme original. Sua baixa popularidade frustrou os planos da Warner para a realização de um terceiro filme, que seria escrito e dirigido por Gunn. Anos depois, um reboot no formato de telefilme com um novo elenco intitulado Scooby-Doo! The Mystery Begins foi lançado pelo Cartoon Network em 2009.

## Sinopse
Vários monstros passam a atormentar a cidade onde se encontra a Mistério S.A., e uma jornalista tenta desacreditar a equipe.

## Elenco
| Personagem       | Ator                  |
| ---------------- | --------------------- |
| Fred Jones       | Freddie Prinze Jr.    |
| Daphne Blake     | Sarah Michelle Gellar |
| Salsicha         | Matthew Lillard       |
| Velma            | Linda Cardellini      |
| Scooby-Doo (voz) | Neil Fanning          |

## Produção
Em junho de 2002, durante o lançamento de primeiro live-action Scooby-Doo, Dan Fellman, presidente da Warner Bros., confirmou que a sequência estava em andamento, e foi programada para lançamento em 2004. Em março de 2003, foi anunciado que Freddie Prinze Jr., Sarah Michelle Gellar, Neil Fanning, Matthew Lillard e Linda Cardellini reprisariam seus papéis na sequência. As filmagens começaram em 14 de abril de 2003 em Vancouver, com Seth Green e Alicia Silverstone se juntando ao elenco.

## Recepção

### Comercial
Em sua semana de estreia o filme arrecadou US$ 29.438.331 (em mais de 3.312 cinemas, US$ 8.888 em média), ocupando o #1 das bilheterias. O filme arrecadou um total de US$ 84.216.833 na América do Norte e US$ 181.466.833 em todo o mundo, mais de US$ 90 milhões a menos do que o primeiro filme havia arrecadado dois anos antes. Foi o 29º filme de maior bilheteria de 2004 e atualmente é o sexto filme de maior bilheteria que tem um cão como personagem principal.
O filme foi lançado no Reino Unido em 2 de abril de 2004, liderando as bilheterias do país por três finais de semana consecutivos antes de ser superado pela segunda parte de Kill Bill.

### Crítica
No agregador de críticas cinematográficas Rotten Tomatoes o filme tem um índice de aprovação de 22% calculado com base em 119 comentários dos críticos; seu consenso crítico diz: "Apenas os muito jovens tirarão o máximo proveito dessa micharia". No Metacritic o filme possui uma pontuação 34/100 (com base em 28 críticas), indicando "revisões geralmente negativas". O público consultado pelo CinemaScore deu ao filme uma nota média "A−" em uma escala de "A+" a "F", uma melhoria em relação ao "B+" recebido pelo filme anterior.
Roger Ebert, crítico de cinema do Chicago Times, deu ao filme duas estrelas de quatro, afirmando: "Esta é uma máquina boba para girar palhaçadas diante dos olhos do público facilmente distraído e é feita com habilidade inegável". Dave Kehr, do The New York Times, deu uma crítica negativa ao filme, dizendo: "No mundo humanista estritamente secular de Scooby-Doo, não há fantasmas reais, mas apenas humanos desesperados por atenção que se disfarçam de figuras sobrenaturais".
Peter Bradshaw, do The Guardian, deu ao filme duas de cinco estrelas, afirmando: "é direto para a família, nada inspirado, nada censurável: algumas falas engraçadas". Nick DeSemlyn, da revista Empire, também deu ao filme duas de cinco estrelas, dizendo: "Esta sequência é um avanço em relação à primeira. A animação de Scooby foi aprimorada, há algumas sequências de ação divertidas e alguns momentos divertidos. Mas o mesmo assalto maníaco que estragou o original estraga este filme, e o resultado é um filme que apenas uma inocente criança de seis anos poderia amar".
Recebeu o Framboesa de Ouro de Pior Refilmagem ou Sequência.

## Trilha Sonora
Uma trilha sonora foi lançada em 23 de março de 2004 em Audio CD e Compact Cassette.
1. "Don't Wanna Think About You" por Simple Plan
2. "You Get What You Give" por New Radicals
3. "Boom Shack-A-Lak" por Apache Indian
4. "Thank You (Falettinme Be Mice Elf Agin)" por Big Brovaz
5. "The Rockafeller Skank" por Fatboy Slim
6. "Wooly Bully" por Bad Manners
7. "Shining Star" por Ruben Studdard
8. "Flagpole Sitta" por Harvey Danger
9. "Get Ready for This" por 2 Unlimited
10. "Play That Funky Music" por Wild Cherry
11. "Here We Go" por Bowling for Soup
12. "Love Shack" por The B-52's
13. "Friends Forever" por Puffy AmiYumi
14. "Wanted Dead Or Alive" por Bon Jovi

## Sequência cancelada
Durante as filmagens de Scooby-Doo 2, a Warner Bros. deu à produção do filme sinal verde para a realização uma sequência, com James Gunn sendo responsável por escrever e dirigir "Scooby-Doo 3". No entanto, após o lançamento de Scooby-Doo 2, a Warner Bros. se decepcionou com desempenho comercial do filme, o que impediu a produção de uma nova sequência. Durante uma conferência de imprensa para o lançamento de Without a Paddle, Matthew Lillard afirmou que o terceiro filme tinha sido cancelado e não estava seguindo em frente, devido ao segundo filme ser bem menos sucedido nas bilheterias do que o esperado.